# National Atomic Testing Museum
National Atomic Testing Museum w Paradise (jednostka osadnicza na południe od Las Vegas), poświęcone jest historii Poligonu Nevada. Zostało otwarte w marcu 2005 roku. Zbiory dokumentują testy atomowe od 21 stycznia 1951 roku do czasów współczesnych. Pomiędzy eksponatami znajduje się Teatr Godziny Zero – symulacja próbnego wybuchu atmosferycznego.
Muzeum prowadzone jest przez Fundację Historyczną Poligonu Nevada (zarejestrowana kodem 501(c)(3)), stowarzyszenie non–profit współpracujące ze Smithsonian Institution.